# Zyginidia adamczewskii
Zyginidia adamczewskii är en insektsart som beskrevs av Irena Dworakowska 1970. Zyginidia adamczewskii ingår i släktet Zyginidia och familjen dvärgstritar. Inga underarter finns listade i Catalogue of Life.